# Norte-del-Valle-Kartell
Das Norte-del-Valle-Kartell (spanisch Cartel del Norte del Valle, engl. abgekürzt NDVC) war ein kolumbianisches Drogenkartell aus dem nördlichen Valle del Cauca. Es gewann nach dem Zusammenbruch des Medellín- und des Cali-Kartells in der zweiten Hälfte der 1990er Jahre stark an Bedeutung. Bis zu seiner Zerschlagung durch US-Behörden im Jahre 2012 wurde es von den beiden Brüdern Luis Enrique und Javier Antonio Calle Serna, genannt „Los Comba“, angeführt. In der Zeit seines Bestehens war es mit dem Medellín-Kartell verfeindet und mit dem mexikanischen Sinaloa-Kartell alliiert. Zu seinen kriminellen Hauptaktivitäten gehörten die Geschäftsfelder Kokainhandel, Auftragsmord, Geldwäsche, Waffen- und Menschenhandel.

## Entstehung
Es wird davon ausgegangen, dass das Norte-del-Valle-Kartell nach der Verhaftung der beiden führenden Köpfe des Cali-Kartells, Miguel Rodríguez Orejuela und Gilberto Rodríguez Orejuela, entstand. Hintergrund dieser Verhaftung und dem offiziellen Ende des Cali-Kartells war eine Vereinbarung mit der kolumbianischen Regierung, dass bei Aufgabe des Cali-Kartells, an bestimmte Kartellmitglieder Gefängnisstrafen von nicht länger als fünf Jahren verhängt und keine Enteignungen der wesentlichen Vermögenswerte vorgenommen werden. Um die Beendigung sämtlicher illegaler Geschäftsaktivitäten zu verkünden, wurde ein Treffen aller führenden Mitglieder des Cali-Kartells, deren Leutnante, Hauptuntergebene und Geschäftspartner, einberaumt. Carlos Alberto Rentería Mantilla, Juan Carlos Ortiz Escobar, Juan Carlos Ramírez Abadía, Diego León Montoya Sánchez und Orlando Henao Montoya verweigerten sich der Aufgabe des Cali-Kartells und gründeten ihre eigene Organisation, das Norte-del-Valle-Kartell. Die Organisation wurde so groß und mächtig, dass man von einem „Mega-Kartell“ sprach.

## Bekannte Mitglieder
- Orlando Henao Montoya, „El Hombre Del Overol“
- Fernando Henao Montoya, „El Grillo“
- Arcángel de Jesús Henao Montoya „El Mocho“
- Lorena Henao Montoya, „La Viuda De La Mafia“
- Iván Urdinola Grajales, „El Enano“
- Efraín Hernández Ramírez, „Don Efra“
- Víctor Patiño Fómeque, „El Químico“ oder „La Fiera“
- Juan Carlos Ramírez Abadía, „Chupeta“
- Diego León Montoya Sánchez, „Don Diego“
- Wilber Alirio Varela Fajardo, „Jabón“
- Luis Alfonso Ocampo Fómeque, „Tocayo“
- Luis Hernando Gómez Bustamante, „Rasguño“
- Andrés López López, „Florecita“
- Carlos Alberto Oviedo Alfaro
- Colonel Danilo González
- Carlos Alberto Renteria Mantilla, „Beto Renteria“
- Ramón Alberto Quintero Sanclemente, „RQ“,
- Javier Leonardo Hernández, „Canelo“ oder „Don Carmelo“
- Miguel Fernando Solano, „Don Miguelito“
- Juan Carlos Ortiz Escobar, „Cuchilla“
- Jorge Eliécer Asprilla, „El Negro Asprilla“

## Aktivitäten
Das FBI beschuldigte Diego Montoya des illegalen Kokainhandels, von der Erzeugung bis zu der Distribution in den USA. Montoya und seinem Norte-del-Valle-Kartell wurden außerdem vorgeworfen, massiven Einfluss auf die Aktivitäten links- und rechtsgerichteter paramilitärischer Organisationen in Kolumbien zu nehmen, die als terroristische Vereinigungen eingestuft wurden. In der Anklageschrift des RICO (U.S. Government Racketeer Influenced and Corrupt Organizations Act) wird aufgeführt, dass das Norte-del-Valle-Kartell, in der Zeit von 1990 bis 2004, 500 metrische Tonnen Kokain im Wert von 10 Milliarden USD von Kolumbien nach Mexiko geschmuggelt haben soll. Außerdem wurde die besondere Brutalität und Gewaltanwendung dieser Organisation bei der Erreichung ihrer Ziele hervorgehoben, indem gezielt die Konkurrenz ausgeschaltet, säumige Zahler liquidiert und mutmaßliche Polizeiinformanten eliminiert wurden. Des Weiteren wurde die Verzahnung mit der AUC hervorgehoben. Eine rechtsgerichtete paramilitärische Organisation, die in einigen ländlichen Zonen Kolumbiens aktiv war und als bewaffneter Arm des Norte-del-Valle-Kartells, um deren Aktivitäten wie Erzeugung und Transport von Kokain zu schützen. Das U.S. State Department zählt die AUC, zusammen mit der FARC und der ELN im Ausland zu den 37 terroristischen Organisationen. Führende Mitglieder des Norte-del-Valle-Kartells hätten angeblich kolumbianische Strafverfolgungsbehörden bestochen, um die Auslieferung kolumbianischer Drogenhändler in die USA zu verhindern, die wegen ihrer Verbrechen dort verfolgt wurden. Das Norte del Valle hätte in Kolumbien Abhörmaßnahmen durchgeführt, um die Kommunikation rivalisierender Drogenhändler und der Strafverfolgungsbehörden abzuhören. Das NDVC war lange Zeit international hervorragend vernetzt. So pflegte es nicht nur Geschäftsbeziehungen zur mexikanischen Mafia, zu bewaffneten Gruppierungen in Kolumbien, sondern auch zur kalabresischen ’Ndrangheta.

## Veränderungen in der Führung
Zu der Führungsriege des Norte-del-Valle-Kartells gehörten Orlando Henao alias „El Hombre del Overol“, Montìguéz Franco alias „Monty“, Diego León Montoya Sánchez, alias „Don Diego“, Wilber Varela, alias „Jabón“ und Juan Carlos Ramírez Abadía, alias „Chupeta“. Bis zu seiner Verhaftung im Jahr 2007 zählte Diego Montoya beim FBI zu den zehn meistgesuchten Verbrechern. Im Jahr 2003 brachen Rivalitäten innerhalb der Gruppe aus. Anlass dazu waren geheime Verhandlungen von Hernando Gómez und Wilber Varela mit der DEA über eine mögliche Auslieferung von Bandenmitgliedern. Diego Montoya stellte sich entschieden gegen die Abtrünnigen und befahl deren Tod. Nachdem Varela angeschossen wurde, brach er seinerseits einen Privatkrieg gegen Montoya vom Zaun. Die Konfrontation mit ihrem Höhepunkt in den Jahren 2003 bis 2004 führte bis zu 1000 Mordopfern im nördlichen Teil der Valle del Cauca Provinz. Der Staat sah sich gezwungen zu intervenieren und verhaftete 2004 etwa 100 Auftragskiller beider Fraktionen. 2005 wurde Varelas Geschäftspartner Julio César López, alias „Ojitos“, festgenommen und wenig später der Chef von Montoyas Henkern, Carlos José Robayo Escobar, alias „Guacamayo“. 2008 wurde Julio César López von einem New Yorker Gericht zu einer Freiheitsstrafe von 45 Jahren verurteilt. Seine Besitztümer im Wert von über 100 Millionen US-Dollar wurden eingezogen. Darunter fand sich ein U-Boot aus Fiberglas, mit dem das Syndikat Drogen in die USA schmuggeln wollte. Aufgrund des erhöhten Fahndungsdrucks sahen sich die übriggebliebenen Mitglieder dazu gezwungen, ebenfalls „Deals“ mit den kolumbianischen Strafverfolgungsbehörden beziehungsweise mit der DEA einzugehen. So boten sie zum Beispiel die Infiltration in die paramilitärische Organisation AUC an. 2007 wurde Montoya gefasst. Später wurde Varela im venezolanischen Mérida Opfer eines Mordanschlags. Nach der Verhaftungswelle organisierten sich aus dem Syndikat heraus kleinere Nachfolgeorganisationen. „Los Machos“ bildeten eine Splittergruppe aus Diego Montoyas Leibwächtern und „Los Rastrojos“ entstammten aus der vorangegangenen Organisation von Wilber Varela. Zwischen beiden Gruppierungen entbrannte ein brutaler Machtkampf, dem 1000 Personen zum Opfer fielen und die Vertreibung zahlreicher Bauernfamilien aus dem strategisch bedeutsamen Cañón de Garrapatas. Das Ende dieser beiden Organisationen wurde im Jahr 2008 eingeleitet.